# Parnassia monochoriifolia
Parnassia monochoriifolia är en benvedsväxtart som beskrevs av Adrien René Franchet. Parnassia monochoriifolia ingår i släktet Parnassia och familjen Celastraceae. Inga underarter finns listade.